# Дая (Росія)
Да́я (рос. Дая) — село у складі Шелопугінського району Забайкальського краю, Росія. Входить до складу Шивіїнське сільського поселення.

## Населення
Населення — 141 особа (2010; 164 у 2002).
Національний склад (станом на 2002 рік):
- росіяни — 99 %